# 心湖倒影
《心湖倒影》（英語：Reflection）是1998年《花木蘭》动画电影中的一首插曲，由马修·怀尔德作曲，大卫·齐佩尔作词，莉亞·莎隆嘉演唱。
《心湖倒影》的单曲版本由克莉絲汀·阿奎萊拉演唱，曾提名1998年金球獎最佳原創歌曲。在2020年《花木兰》真人电影中使用了该曲的重新錄製版。
該曲的中文版本为《自己》，由李玟演唱。該曲同樣也有2020年重制版。

## 电影插曲版
在1998年花木蘭动画电影中的插曲版本由莉亞·莎隆嘉演唱，歌曲时长2:27。电影中，花木兰穿上自己不习惯的端庄衣服去见媒婆，在和媒婆不欢而散后唱了这首歌曲。
本段电影插曲的中國大陸版由叶蓓演唱，香港版由陳慧琳演唱，台湾版則由李玟演唱。

## 克莉絲汀1998年版

### 制作与发行
1998年，克莉絲汀·阿奎萊拉为《花木蘭》动画电影录制了流行乐版的《心湖倒影》，和莉亞·莎隆嘉的电影插曲版一起收录在了《迪士尼花木兰原声带》中。这首歌为克莉絲汀个人的首支单曲。完成制作之后不久克莉絲汀便和RCA唱片签约。
1998年6月15日，该单曲以成人当代音乐的形式发布。同年9月16日，在日本以CD單曲的形式发售。
在单曲获得成功后，RCA唱片决定资助克莉絲汀发行个人首张专辑。本支歌曲之后也被收录在1999年发行的首张专辑《克莉絲汀·阿奎萊拉》中。
这支歌曲MV的主场景在佛罗里达州華特迪士尼世界度假區的Epcot中国馆拍摄，于2000年发布。

### 榜单
| 榜单 (1998–2014)               | 最高排位 |
| ------------------------------ | -------- |
| 菲律宾 (PARI)                  | 2        |
| 韩国国际 (Gaon)                | 86       |
| 美国當代成人單曲榜 (Billboard) | 19       |

## 克莉絲汀2020年版

### 制作与发行
2020年，迪士尼为真人电影《花木兰》重制了《心湖倒影》。重制版由作曲家哈利·葛瑞森-威廉斯制作，在管弦樂團編制中加入古箏、琵琶、二胡等中華傳統樂器，再次由克莉絲汀·阿奎萊拉演唱。
重制版于2020年8月28日发布。

### 榜单
| 榜单 (2020)                       | 最高排位 |
| --------------------------------- | -------- |
| 蘇格蘭單曲榜 (官方榜单公司)       | 42       |
| 新加坡 (RIAS)                     | 21       |
| 美国 公告牌数字歌曲榜 (Billboard) | 20       |
| 美国LyricFind (Billboard)         | 5        |

## 中文版本
- 《花木兰》：中国大陆普通话版，填词红枫、佚名，演唱叶蓓，收录于专辑《纯真年代》中，时长3:44。[25]
- 《影中我》：香港粤语版，陳少琪、也文填词，陳慧琳演唱，收录于专辑《Especial Kelly》和香港迪士尼樂園開幕紀念大碟《星光閃耀迪士尼》中。[26][27][28][29]
- 《自己》：台湾国语版，姚谦填词，李玟演唱，收录于专辑《Sunny Day·好心情》中。此外李玟亦有演唱英文原版，收錄於專輯慶功版加收的EP《碰碰看愛情》中。[30]
- 《自己》（2020年重制版）：2020年《花木兰》电影中文主题曲，分别由李玟和刘亦菲演唱。刘亦菲演唱版在电影的片尾字幕部分播放。[31][32][4][5]